# Мошевич, Игорь Владимирович
И́горь Влади́мирович Моше́вич (укр. Ігор Володимирович Мошевич; род. 14 мая 1971, Херсон) — советский и украинский футболист, игравший на позиции левого защитника.

## Биография
Начал заниматься футболом в родном Херсоне, в ДЮСШ «Кристалл», первые тренеры — Владимир Сапельняк и Вадим Кириченко. В 16 лет дебютировал в составе местного «Кристалла», в составе которого выступал на протяжении трёх сезонов. Затем был призван в армию, во время службы выступал за киевский СКА. После демобилизации вернулся в Херсон. В составе родной команды (переименованной в «Таврию») дебютировал в чемпионате независимой Украины.
В 1994 году привлёк внимание клуба высшей лиги — запорожского «Торпедо». В составе «автозаводцев» дебютировал в высшем дивизионе 6 марта 1994 года, выйдя в стартовом составе в выездном матче против луганской «Зари-МАЛС». Тем не менее, закрепиться в основе Торпедо не смог, и проведя 4 матча вернулся в «Таврию». Летом 1994 года перешёл в кировоградскую «Звезду», возглавляемую Александром Ищенко. В составе команды в дебютном сезоне стал победителем Первой лиги. В Высшей лиге за «Звезду» отыграл 90 матчей. Также провёл 2 игры за «Звезду-2» во Второй лиге чемпионата Украины.
В 1998 году эмигрировал в Германию. На новом месте жительства выступал за берлинский «Кёпеникер», лавировавший между любительскими и полупрофессиональними лигами. По завершении выступлений стал тренером.
Закончил Херсонское высшее училище физической культуры.

## Достижения
- Победитель Первой лиги чемпионата Украины: 1994/1995

## Стиль игры
Это человек-железо. Он Сергея Попова перекусывал. Очень крепкий человек. Когда мы играли против «Карпат», на острие атаки которых действовал Андрей Покладок, то это была настоящая битва. Покладок и Мошевич всегда шли в стык, не убирали ни ноги, ни голову. В конце матча оба были с перебинтованными головами. Не хотели уступать друг другу
— Из интервью одноклубника Мошевича по «Звезде», Александра Мызенко, изданию «Украинский футбол»